# Enoplolaimus subterraneus
Enoplolaimus subterraneus är en rundmaskart som beskrevs av Gerlach 1952. Enoplolaimus subterraneus ingår i släktet Enoplolaimus och familjen Enoplidae. Inga underarter finns listade i Catalogue of Life.